# Morton on the Hill
Morton on the Hill – wieś w Anglii, w hrabstwie Norfolk, w dystrykcie Broadland. Leży 15 km na północny zachód od Norwich i 160 km na północny wschód od Londynu.
Miejscowość liczy 85 mieszkańców.